# James Wattana
James Wattana (Bangkok, 17 de enero de 1970) es un jugador de snooker tailandés, ya retirado del circuito profesional.

## Biografía
Nació en la ciudad tailandesa de Bangkok en 1970. Fue jugador profesional de snooker desde 1989 hasta su retirada definitiva del circuito profesional en 2020. Se proclamó campeón de tres torneos de ranking, a saber: el Abierto de Strachan de 1992, el Abierto de Tailandia de 1994 y la edición de ese mismo abierto del año siguiente. Ha logrado, asimismo, tejer tres tacadas máximas a lo largo de su carrera.

### Tacadas máximas
| Núm. | Año  | Torneo                 | Rival        | Ronda            | Ref.  |
| ---- | ---- | ---------------------- | ------------ | ---------------- | ----- |
| 1    | 1991 | World Masters          | Paul Dawkins | clasificatorio   | [ 3 ] |
| 2    | 1992 | Abierto Británico      | Tony Drago   | octavos de final | [ 4 ] |
| 3    | 1997 | Internacional de China | Pang Weiguo  | cuartos de final | [ 3 ] |